# とんとんとん
「とんとんとん」は、2012年8月・9月に、NHKの音楽番組『みんなのうた』で放送された楽曲。作詞：すずきかなこ、作曲：森元奨六、編曲：萩田光雄、歌：ペギー葉山。

## 概要
「ひとつとひとつで～」「ふたつとふたつで～」といった数え唄で、近年の『みんなのうた』では珍しく手遊び歌を取り扱った楽曲。歌詞は5番まであり、両手の本数を1本ずつ増やして様々な物に例える。
原画は飯島有、アニメーションは鈴木哲が担当した。映像は江戸（1番）、明治（2番）、大正（3番）、昭和（4番）、平成（5番）と各時代それぞれ別の子供が登場して手遊びを披露する。
2012年に歌手生活60周年を迎えたペギー葉山が「みどりの星」以来18年ぶりの『みんなのうた』で出演だったが、この5年後の2017年4月12日に逝去、本曲が19曲目にして最後の出演となった。
放送2ヶ月後の2012年11月に『みんなのうたお楽しみ枠』限定で再放送され、7年後の2019年6月7日・7月5日に『みんなのうたリクエスト枠』でペギー逝去後初の再放送を行った。